# وزارة محمد محمود باشا الثالثة
وزارة محمد محمود باشا الثالثة هي الوزارة التاسعة والأربعون في مصر، صدر المرسوم الملكي بتشكيلها في 27 أبريل 1938.

## أعضاء الحكومة
| الوزارة               | الوزير                                               | تعديلات 18 مايو 1938                                 |
| --------------------- | ---------------------------------------------------- | ---------------------------------------------------- |
| رئيس مجلس الوزراء     | محمد محمود باشا                                      |                                                      |
| وزير الداخلية         | محمد محمود باشا (إلى جانب منصبه رئيسًا لمجلس الوزراء) | أحمد لطفي السيد باشا                                 |
| وزير الخارجية         | عبد الفتاح يحيى باشا                                 |                                                      |
| وزير المالية          | إسماعيل صدقي باشا                                    | محمد محمود باشا (إلى جانب منصبه رئيسًا لمجلس الوزراء) |
| وزير الحقانية         | أحمد خشبة باشا                                       |                                                      |
| وزير الأشغال العمومية | حسين سري باشا                                        |                                                      |
| وزير الحربية والبحرية | حسن صبري باشا                                        |                                                      |
| وزير الصحة العمومية   | أحمد كامل باشا                                       |                                                      |
| وزير المعارف العمومية | محمد حسين هيكل باشا                                  |                                                      |
| وزير الأوقاف          | الشيخ مصطفى عبد الرازق بك                            |                                                      |
| وزير الزراعة          | رشوان محفوظ باشا                                     |                                                      |
| وزير المواصلات        | محمد حلمي عيسى باشا                                  |                                                      |
| وزير التجارة والصناعة | مراد وهبة باشا                                       |                                                      |
| وزير دولة             | أحمد لطفي السيد باشا                                 |                                                      |

## تعديلات
- في 18 مايو 1938 تولى محمد محمود باشا وزارة المالية بنفسه، وأسندت وزارة الداخلية إلى أحمد لطفي السيد باشا.[3][2]

## وصلات داخلية
- قائمة رؤساء مجلس وزراء مصر